# Religion purépecha
La religion purépecha est la religion originelle des Purépechas, à l'époque mésoaméricaine. Elle nous est mal connue par manque de sources. À défaut de codex préhispaniques, notre principale source d'information est la Relation de Michoacan, transmise par un religieux espagnol en 1540. Qui plus est, la première partie de ce document, consacrée aux dieux et aux cérémonies, a disparu.
La religion tarasque ne se comprend qu'à la lumière de l'histoire tarasque. Dans une région, le Michoacan, qui a toujours été un peu à l'écart du reste de la Mésoamérique, existe au début du XVIe siècle une forme de syncrétisme entre d'anciens cultes locaux et le culte tribal d'une aristocratie guerrière arrivée au Michoacan au XIIIe siècle, les uacusecha («les aigles»). Comme leurs contemporains aztèques, qui avaient le sentiment d'être guidés dans leurs pérégrinations par leur divinité tutélaire Huitzilopochtli, les Uacusecha croyaient que leur dieu tribal Curicaueri les avait destinés à conquérir le Michoacan.
Ces considérations expliquent les particularités de la religion des Tarasques, dont les intéressés eux-mêmes étaient conscients.

## Panthéon
Curicaueri se trouvait naturellement au sommet du panthéon tarasque. Les tarasques le vénéraient sous la forme du feu, du soleil, mais également sous la forme d'un morceau d'obsidienne, enveloppé dans un ballot. Son épouse était Xaratanga, une déesse lunaire qui apportait la fertilité, associée au coyote ou à la chouette. Elle est d'origine locale et son association à Curicaueri symbolise l'alliance des Uacusecha avec la communauté des pécheurs autochtones du lac de Patzcuaro. La troisième grande divinité est Cuerauaperi, la seule divinité tarasque dont nous connaissons certaines cérémonies, parce qu'elles sont citées dans le seul passage de la première partie de la «Relation de Michoacan» qui a échappé à la destruction. Nous connaissons également le nom de nombreux autres dieux, mais sans beaucoup de détails. L'on ne trouve chez les Tarasques aucun équivalent de ces dieux typiquement mésoaméricains que sont Tlaloc et Quetzalcóatl.

## Calendrier
Les Tarasques employaient uniquement le calendrier solaire de 365 jours, contrairement aux autres peuples mésoaméricains qui se servaient du calendrier rituel de 260 jours, notamment pour décider du meilleur moment pour mener une guerre. La Relation mentionne le mépris des Uacusecha pour cet usage : l'un d'entre eux dit « Qui t'a demandé de compter les jours ? Nous autres [Uacusecha] ne nous battons pas en comptant les jours de la sorte. » (Rel. p. 180).

## Rituels
Comme les autres peuples mésoaméricains, les Tarasques pratiquaient couramment le sacrifice humain, mais une grande partie de l'activité cultuelle consistait à brûler du bois devant les temples. Un exemple pour illustrer l'énorme importance qu'ils accordaient à cette pratique : lorsque les Aztèques vinrent solliciter l'aide du Cazonci (le souverain tarasque) contre les Espagnols, celui-ci la leur refusa, « car il y a longtemps qu'ils vivent dans le mal, qu'ils n'apportent pas du bois pour les temples... » (Rel. p. 272).

## Architecture religieuse

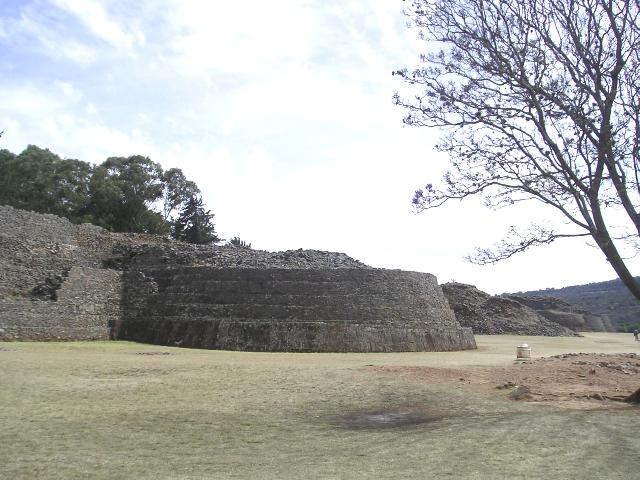
Yacata tarasque.

L'architecture religieuse tarasque se singularise par un type de pyramide appelé yacata, doté d'une partie semi-circulaire prolongée par une partie rectangulaire. Le centre cérémoniel de Tzintzuntzan, la capitale tarasque, comporte une plateforme sur laquelle se dressent cinq yacatas. On n'a jusqu'à présent retrouvé à Tzintzuntzan aucun jeu de balle, cet endroit tellement important dans les rites mésoaméricains. Si l'on sait que Xaratanga est la déesse du jeu de balle, on est incliné à penser qu'il s'agit d'une ancienne divinité locale, dont les Uacusecha ont fait l'épouse de leur dieu tribal Curicaueri après leur conquête du Michoacan.